# 济阳江氏宗祠
济阳江氏宗祠位于江西省上饶市婺源县江湾镇晓起村。
济阳江氏宗祠已作为晓起古建筑群的子项目被列为上饶市文物保护单位。